# Planta Seat Martorell
La Planta Seat Martorell, també coneguda com a Seat Martorell, és una planta de muntatge d'automòbils situada a Barcelona. Inaugurada l'any 1993, és d'aleshores la fàbrica principal de Seat.

## Composició
- Edifici corporatiu
- Centre Tècnic Seat (CTS)
- Centre de Recanvis Originals Seat (CROS)
- Centre de Prototips de Desenvolupament (CPD)
- Fàbrica Seat
- Automotive
- Seat Assistència Tècnica (SAT)
- Simultaneous Engineering (SE)
- Test Center Energy (TCE), centre de recerca i desenvolupament de bateries per a vehicles elèctrics.
- Edifici Cupra, seu de la marca Cupra.
- Centre d'Atenció i Rehabilitació Sanitària (CARS), edifici destinat a serveis de medicina preventiva, assistencial i rehabilitadora per als treballadors.

## Productes

### Passat
- Audi Q3 Mk1
- SEAT Altea
- SEAT Exeo
- SEAT Arosa
- SEAT Ibiza Mk2
- SEAT Ibiza Mk3
- SEAT Ibiza Mk4
- SEAT Córdoba
- SEAT Inca
- SEAT Toledo Mk1
- SEAT Toledo Mk2
- SEAT Toledo Mk3
- Volkswagen Caddy (9K)
- Volkswagen Polo Classic (6K)
- Volkswagen Polo Variant (6K)

### Actualment
- Seat Arona
- Seat Ibiza Mk5
- Seat León
- Cupra León
- Cupra Formentor
- Audi A1 Mk2